# District Nurse

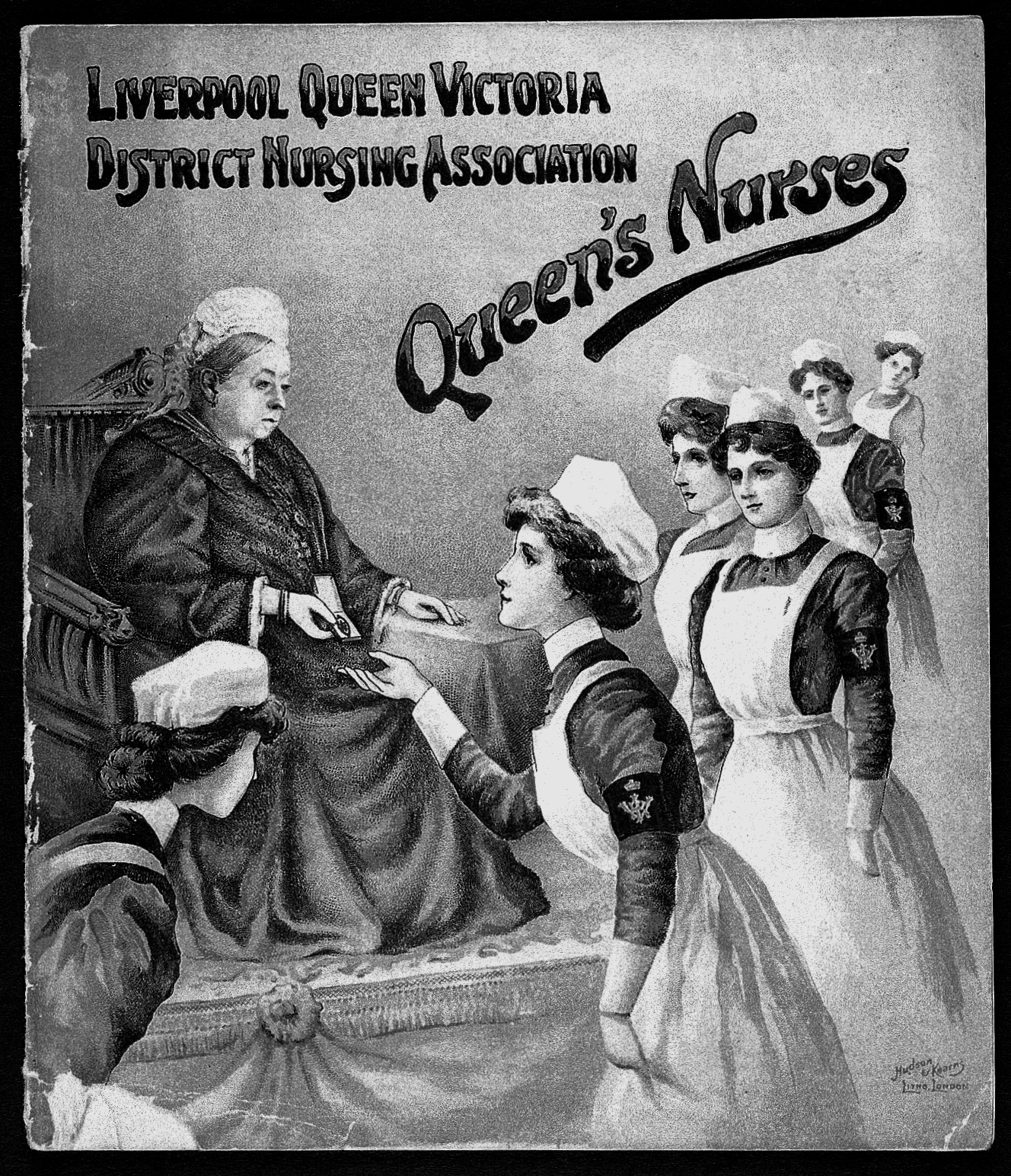
Queen Victoria District Nursing Association – Queen’s Nurses

Als District Nurse (dt. Bezirkspflegekraft) werden im Vereinigten Königreich, in Australien und Neuseeland spezialisierte Pflegefachkräfte bezeichnet, die in der Gemeindepflege und der ambulanten Pflege arbeiten. Ihre Aufgaben umfassen beispielsweise Palliativpflege, Wundmanagement, Harn- und Stuhlinkontinenzversorgung und Unterstützung bei der Medikamentenversorgung. Die Pflege frisch aus der Akutpflege entlassener Patienten und die Langzeitpflege chronisch Kranker gehört ebenso zu ihren Aufgaben wie die Zusammenarbeit mit niedergelassenen Ärzten um unnötige oder vermeidbare Krankenhausaufenthalte zu verhindern. Im Gegensatz zu der in deutschsprachigen Ländern verbreiteten häuslichen Pflege sind District Nurses in der Regel besser qualifiziert und haben weitergehende Kompetenzen in verschiedenen Bereichen.

## Berufsbild
District nurses besuchen und beurteilen Patienten, um zu ermitteln, ob diese mit pflegerischer Unterstützung in ihrer Wohnung bleiben können, ihre Selbstständigkeit bewahrt werden kann oder ob sie nach einer Entlassung aus dem Krankenhaus zusätzliche Unterstützung benötigen. Eine District Nurse leitet ein Team von Pflegekräften, die die Wundversorgung, Katheterpflege, Medikamentengabe oder Impfungen durchführen. Darüber hinaus bietet die District Nurse Beratung und Unterstützung bei gesundheitlichen Fragen an und leitet die Patienten an andere Organisationen weiter.

### Ausbildung
In Großbritannien muss eine District Nurse eine Ausbildung als Pflegefachkraft in der Erwachsenenpflege nachweisen und eine registrierte Pflegekraft sein. Anschließend wird ein in einer anerkannten Fortbildung erworbener zusätzlicher Abschluss oder ein postgraduierten Studium und die Zulassung durch das Nursing and Midwifery Council (NMC) verlangt. Zusätzliche Fortbildungen wie Palliativpflege sind häufig. District nurses mit zusätzlichen Qualifikationen dürfen als Community Practitioner Nurse Prescribers bestimmte Medikamente verschreiben. Sie können auch dazu qualifiziert sein benötigte Hilfsmittel zu verschreiben und Patienten bei der Beantragung von Zuschüssen und Wohlfahrtshilfen zu unterstützen.

## Geschichte

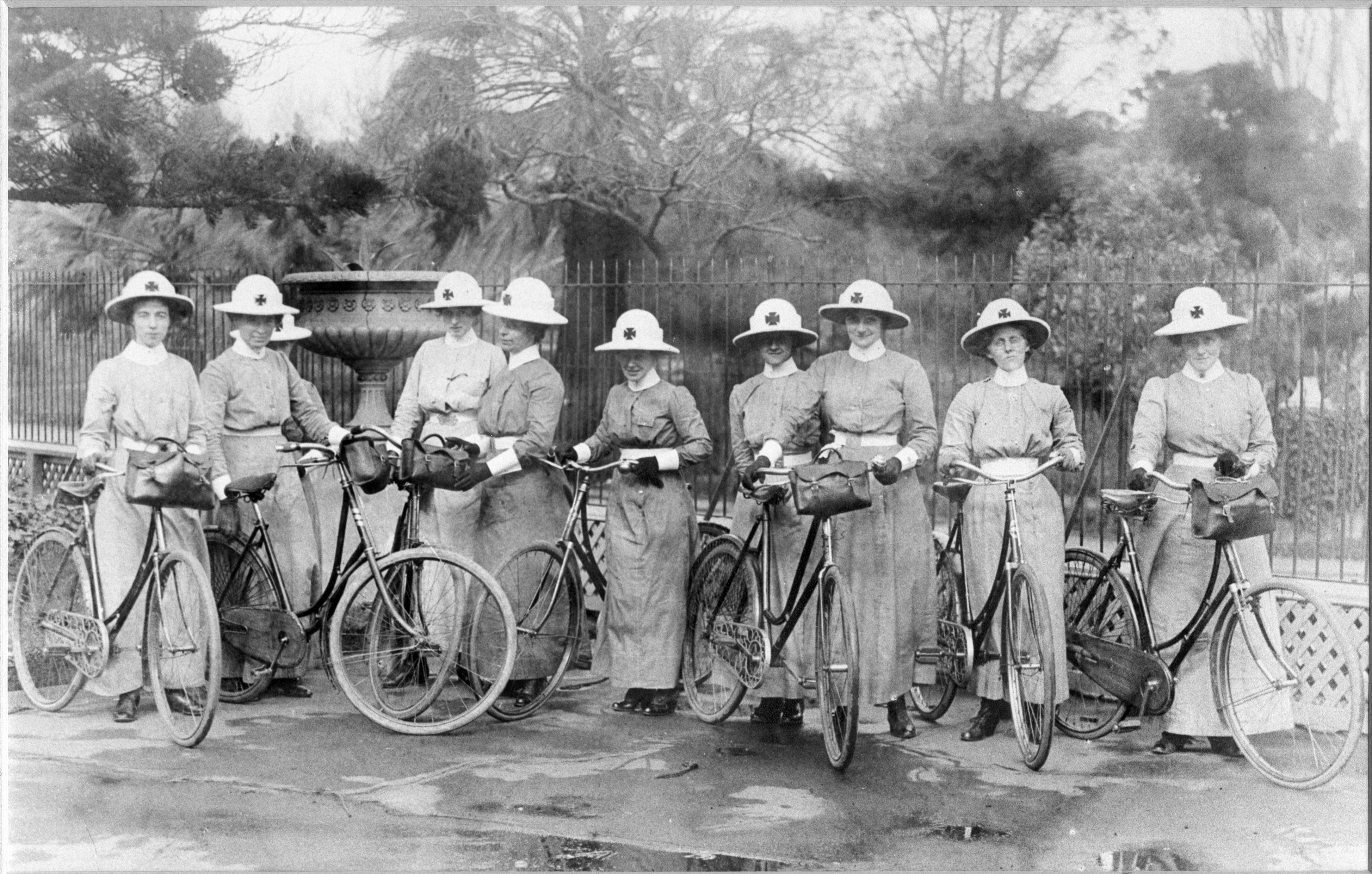
District nurses in Melbourne, 1904.

Die älteste bekannte Organisation, die Hausbesuche von Pflegekräften in England ermöglichte, war das St Catherine’s Royal Hospital im Jahre 1148. Die organisierte Bezirkspflege begann jedoch erst 1859. Im Jahr 1858 stellte der Philanthrop William Rathbone in Liverpool die Krankenschwester Mary Robinson ein um seine Frau während der letzten Zeit ihrer tödlichen Erkrankung zu pflegen. Nach dem Tod seiner Frau bezahlte er Robinson weiterhin um einen der ärmsten Bezirke der Stadt zu besuchen und die pflegerische Versorgung auch zu jenen zu bringen, die keine Mittel dafür hatten. Er verbrachte den Rest seines Lebens damit, unter anderen mit Florence Nightingales Unterstützung, diese Versorgung auszubauen und aufrechtzuerhalten. Dieses Model des District Nursings verbreitete sich schnell und wurde in anderen Städten und Gemeinden von lokalen Philanthropen finanziert.
Im Jahre 1887 wurde das Queen Victoria’s Jubilee Institute for Nurses gegründet, das die Ausbildung für District Nurses zentralisierte, bis die Pflegeausbildung 1968 verstaatlicht wurde. Das Institut brauchte bis zur Gründung des NHS 1948 ständig finanzielle Unterstützung, weswegen die District Nurses Spenden bei ihren Patienten sammelten.
Die ambulante Pflege in Australien entstand 1885 als eine Gruppe besorgter Bürger den Melbourne District Nursing Service gründete. Ziel der Organisation war die Versorgung benachteiligter kranker Menschen in ihrem häuslichen Umfeld. Seit der Gründung hat die ambulante Pflege sich über das ganze Land und in alle Territorien verbreitet. Inzwischen gibt es rund 200 aktive Organisationen die modernes Equipment und grundständige sowie spezialisierte Pflege in ganz Australien anbieten.

## Vereinigtes Königreich
Im Landesteil England wurden die District Nurses, die auch Community Nurse Specialists (dt. Pflegespezialisten in der Gemeindepflege) bis 2013 von den Primary Care Trusts, einer administrativen Einheit des National Health Systems angestellt, inzwischen werden sie überwiegend von Krankenhäusern und Gesundheitsämtern der Gemeinden angestellt. In Wales und Schottland sind die Arbeitgeber zentralisierte Gesundheitszentren oder Allgemeinarztpraxen, die vom regionalen Gesundheitsamt finanziert werden. Die staatliche Aufsicht wird durch die NMC gewährleistet.

## Neuseeland
In Neuseeland werden District Nurses üblicherweise von den Gesundheitsämtern der Bezirke angestellt, es gibt aber auch einige Pflegekräfte die bei privaten Institutionen arbeiten. Wie in Großbritannien haben die District Nurses eine Reihe spezialisierter Kenntnisse, die für die ambulante Pflege bedeutend sind, üblicherweise wird Erfahrung im akutpflegerischen klinischen Umfeld erwartet. Es gibt auch einen starken Fokus auf die Gesundheitsvorsorge für spezielle Patientengruppen, beispielsweise die Prophylaxe Rheumatischem Fiebers. Aufgrund ihrer Spezialisierungen und Fachkenntnisse werden District Nurses besser bezahlt als Pflegekräfte im klinischen Betrieb.

## Australien
In Australien entstand das District Nursing überwiegend aus freiwilligen oder karitativen Organisationen und wurde von der Regierung finanziert. Durch große Veränderungen im Bereich der Finanzierung durch das National Disability Insurance Scheme wurde die Wahlmöglichkeit der Patienten erweitert, was zu einer Verstärkung des Wettbewerbs in Bereich der Pflegeunternehmen geführt hat. Frühere sehr weit ausgedehnte Pflegeorganisationen wie der Royal District Nursing Service haben sich in der Folge mit kleineren örtlichen Pflegeanbietern zusammengeschlossen, um ein in der Breite angelegtes Modell der Hauskrankenpflege anbieten zu können.

## Öffentliche Wahrnehmung
District Nurses sind in Filmen und Serie thematisiert worden, darunter die Serien Call the Midwife und The District Nurse und der 1963 erschienene Film Nurse on Wheels.